# Protaetia opaca
Protaetia opaca es una especie de coleóptero de la familia Scarabaeidae.

## Distribución geográfica
Habita en el paleártico: la Europa mediterránea occidental y el norte de África.